# ベル・カント とらわれのアリア
『ベル・カント とらわれのアリア』（Bel Canto）は、2018年のアメリカ合衆国のドラマ映画。
監督はポール・ワイツ、出演はジュリアン・ムーアと渡辺謙など。
1996年にペルーで起きた日本大使公邸占拠事件に着想を得たアン・パチェット原作のベストセラー小説『ベル・カント』を映画化。

## ストーリー
南米某国の副大統領邸でパーティーが開かれ、現地の名士や各国の大使など多くの招待客が訪れる。その中には日本人実業家のホソカワもいた。さらにそこには、彼が愛してやまないソプラノ歌手のロクサーヌ・コスの姿もあった。
宴もたけなわになり、ロクサーヌのコンサートが始まろうとしたその時、突然テロリストたちがなだれ込み、副大統領邸を占拠、彼らは人質にされてしまう。一味の目的は収監中の同志の解放だった。だが、政府との交渉は平行線が続き、事態は長期化の様相を見せる。
そんな中、ロクサーヌの歌をきっかけに、貧しく教育など受けられなかったテロリストたちと、教養にあふれた人質たちの間に親子や師弟のような交流が生まれ始める。

## キャスト
- ロクサーヌ・コス: ジュリアン・ムーア（歌の吹き替え：ルネ・フレミング[4]） - 有名なオペラ歌手。
- カツミ・ホソカワ: 渡辺謙 - 日本の実業家。外国語はほとんど話せず、ワタナベを頼っている。
- ゲン・ワタナベ: 加瀬亮 - ホソカワの通訳。様々な言語に堪能。
- ヨアヒム・メスネル: セバスチャン・コッホ - 赤十字国際委員会の交渉人。スイス人。
- ベンハミン指揮官: テノッチ・ウエルタ（英語版） - テログループのリーダー。
- カルメン: マリア・メルセデス・コロイ（英語版） - テログループの若い女性。
- シモン・ティボー: クリストファー・ランバート - フランス大使。ピアノが得意。
- エディット・ティボー: エルザ・ジルベルスタイン - シモンの妻。
- フョードロフ: オレク・クルパ - パーティの招待客の1人。

## 作品の評価
Rotten Tomatoesによれば、批評家の一致した見解は「『ベル・カント とらわれのアリア』の理解できる範囲はテーマとトーンをジャグリングするという点で時として野心的なレベルを超えてしまうことがあるが、感情の伝わりやすさと力強い主演コンビによって何とかひとつにまとめられている。」であり、73件の評論のうち高評価は47%にあたる34件で、平均点は10点満点中5.41点となっている。
Metacriticによれば、18件の評論のうち、高評価は7件、賛否混在は10件、低評価は1件で、平均点は100点満点中50点となっている。